# Berg genannt Schrimpf

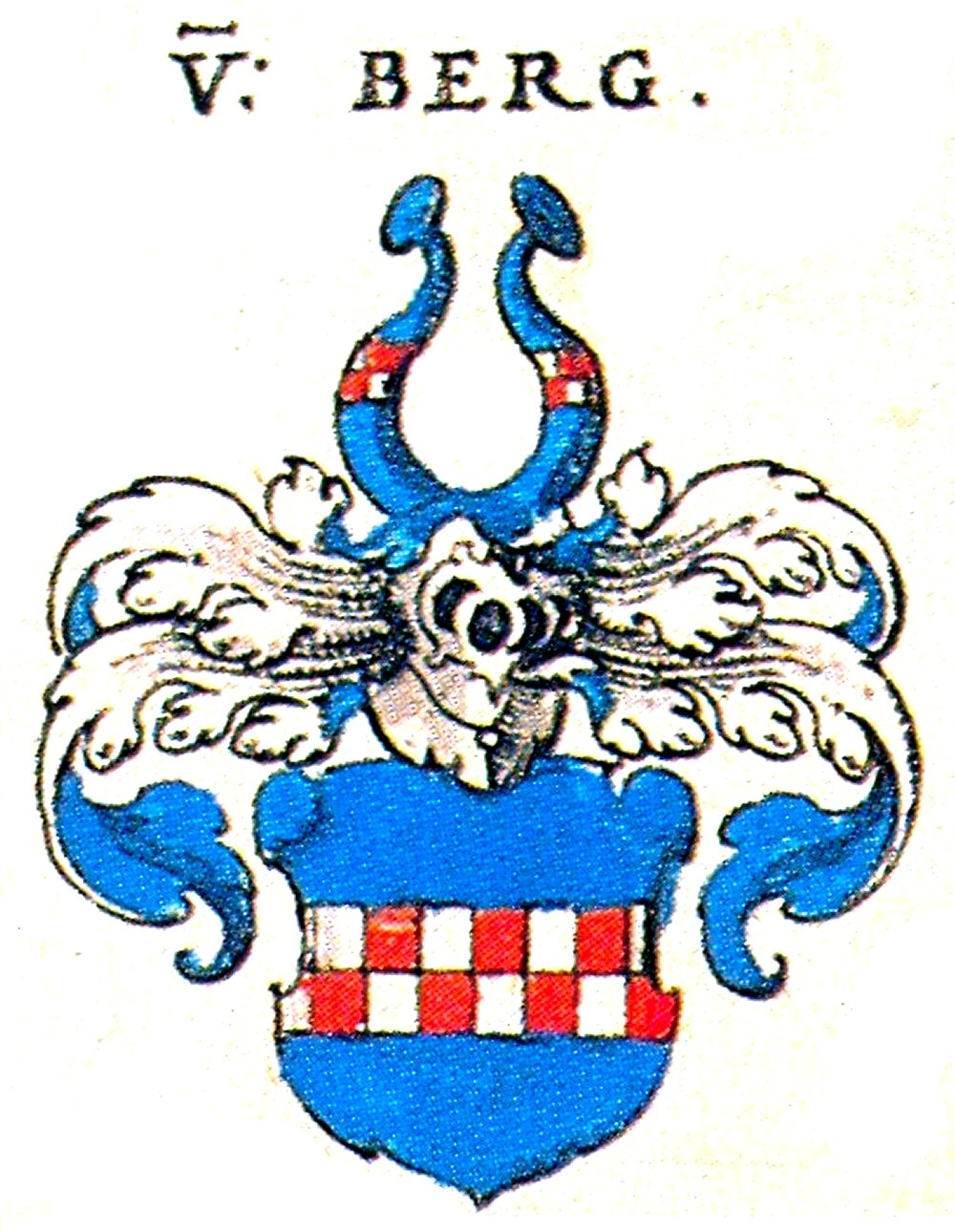
Das Wappen derer von Berg in Siebmachers Wappenbuch

Die Berg genannt Schrimpf (auch Berg genannt Schrimpf, Schrimpf genannt von Berg, Schrimpf vom Berg) waren ein fränkisch-schwäbisches Rittergeschlecht.

## Geschichte
Die Familie Berg genannt Schrimpf entstammt der hennebergischen Ministerialität und nicht, wie von der älteren Literatur angenommen, dem Raum um Zirndorf. So betonte Graf Wilhelm von Henneberg im Jahr 1506 deren Namensursprung. Eventuell besteht eine Verwandtschaft mit den Berg von Oepfingen, die im 16. Jahrhundert mit Marquard II. vom Berg auch den Bischof von Augsburg stellten. Die Familie war ursprünglich in Helba und Wasungen im Meininger Land begütert. Paul Oesterreicher vermutet, dass die Familie Schrimpf in den ursprünglichen Gebieten blieb, während die Berg genannt Schrimpf in das Hochstift Bamberg auswanderten. Dort gelang es ihnen, sich einen Bestand an Gütern aufzubauen, wozu vor allem das Rittergut Veilbronn, aber auch Besitzungen in Vorra, Frensdorf, Stappenbach, Neuses, Ebelsbach, Strullendorf und einige weitere gehörten.
Die Schrimpf wurden in der zweiten Hälfte des 15. Jahrhunderts auch durch die Würzburger Fürstbischöfe mit Lehen ausgestattet. So tauchte Albrecht von Schrimpf im Würzburger Lehenakt mit einem Zehnt zu Schallfeld auf. Sein Sohn Wilhelm, der vom Fürstbischof als Vogt auf dem Würzburger Marienberg eingesetzt worden war, erhielt Güter in Öttershausen und Schwarzenau. Über das Rittergut Schwarzenau gelang es der Familie sich 1521 im Ritterkanton Steigerwald zu immatrikulieren. Mit Kunz und Georg Schrimpf können zwei Familienmitglieder 1523 am Rittertag in Schweinfurt nachgewiesen werden. Nach Öttershausen nannte sich die Familie in der Folgezeit. Daneben besaß die Familie auch den Zehnt in Wadenbrunn und Stammheim. 
Im Jahr 1540 ist mit Jörg Schrimpf zu Poppenlauer auch ein würzburgischer Amtmann nachweisbar. Er stand den Ämtern Prosselsheim und Volkach vor. Zur gleichen Zeit stellte die Familie mehrere Domherren in den Kapiteln von Bamberg und Würzburg. 1555 erhielt Albrecht Schrimpf das Dorf Öttershausen zu Mannlehen, gelangte aber bereits 1565/1570 an die Rau von Holzhausen. Obwohl die Familie mit mehreren weiteren Gütern in den Ritterkantonen Gebürg, Rhön-Werra und Baunach vertreten war, blieb der fränkische Zweig lediglich bis ins erste Jahrzehnt des 17. Jahrhunderts existent. In den darauffolgenden Jahrzehnten kam es zu einer gerichtlichen Auseinandersetzung zwischen den Erben aus der Linie Berg zu Helba und Bischof Veit Ulrich von Schaumberg, der schließlich im Jahr 1630 vor dem Kammergericht entschieden wurde.
Im 19. Jahrhundert befinden sich Familienmitglieder in der Stadt als Bürgermeister, Fabrikanten oder als Kaufleute. Im Königreich Bayern finden sie sich auch in bayerischen Adelsmatrikeln.

## Mitglieder
Johann Gottfried Biedermann rekonstruierte in seinen genealogischen Tabellen zum Ritterkanton Baunach die Stammliste der Familie.
- Elsa von Berg-Schrimpf, Ordensgründerin der Blauen Schwestern von der Hl. Elisabeth[4]
- Ritter Wolfram Schrimpf[5]
- Kaspar von Berg genannt Schrimpf[6]

## Wappen
Das Wappen hat in Blau einen in Silber und Rot geschachten Balken. Die Helmdecke ist blau-silber.  Die Helmzier zeigt zwei blaue Hörner mit dem geschachten Balken.